# Байково (Ярославская область)
Байково — деревня в Большесельском районе Ярославской области России. 
В рамках организации местного самоуправления входит в Большесельское сельское поселение, в рамках административно-территориального устройства — в Марковский сельский округ.

## География
Деревня расположена в 8 км к юго-востоку от районного центра, села Большое Село. Она стоит на удалении около 500 м к северу от левого берега реки Хоравка, левого притока Юхоти. На удалении около 1,5 км к северу от Байково находятся истоки Козинки, другого левого притока Юхоти. Здесь в верховьях Хоринки находится агломерация близко расположенных деревень — на расстоянии около 0,5 км к северо-востоку стоит деревня Бакунино, на таком же расстоянии к северо-западу деревня Алексеево; к югу на берегах Хоравки деревня Филипцево и Дягилевка, далее за ними Борщевка, к юго-востоку — Овсецовка.

## Население
| 2007 | 2010 |
| ---- | ---- |
| 166  | ↘142 |

Согласно результатам переписи 2002 года, в национальной структуре населения русские составляли 99 % из 144 жителей.
По данным статистического сборника «Сельские населенные пункты Ярославской области на 1 января 2007 года», в деревне Байково проживали 166 человек.

## История
Деревня Байкова указана на плане Генерального межевания Борисоглебского уезда 1792 года. В 1825 году Борисоглебский уезд был объединён с Романовским уездом. По сведениям 1859 года деревня относилась к Романово-Борисоглебскому уезду.